# Liste der Monuments historiques in Loupmont
Die Liste der Monuments historiques in Loupmont führt die Monuments historiques in der französischen Gemeinde Loupmont auf.

## Liste der Objekte
| Bezeichnung               | Beschreibung               | Standort             | Kennzeichnung | Schutzstatus | Datum | Bild |
| ------------------------- | -------------------------- | -------------------- | ------------- | ------------ | ----- | ---- |
| Skulptur Madonna mit Kind | Kalkstein, 17. Jahrhundert | in der Mairie (Lage) | PM55002016    | Inscrit      | 1999  |      |